# Ilie Beu
Ilie Beu (n. 19 noiembrie 1864, Apoldu de Jos – d. 3 noiembrie 1947, Sibiu) a participat ca delegat al Cercului electoral Sibiu la Marea Adunare Națională de la Alba Iulia. A activat la Sibiu ca medic practician, medic școlar, profesor de igienă, funcționar superior și în final ca director al Băncii “Albina” de la Sibiu.:p. 77

## Biografie
S-a născut în 19 noiembrie 1864 în comuna Apoldu de Jos (județul Sibiu), ca al doilea fiu din cei cinci al agricultorului Moise Beu și al Mariei (născută Nicoară). Școala primară a urmat-o în comuna natală iar liceul la Sibiu. După bacalaureat, în anul 1884, s-a înscris la Facultatea de Medicină a Universității din Viena, unde a urmat primii doi ani, după care s-a transferat și a continuat studiile la Graz, unde a fost promovat medic la 1 martie 1890.

## Activitate profesională
La Viena a fost membru al Soceității Academice “România Jună”. În cadrul acesteia în ziua de 6 mai 1887, a prezentat conferința “Creierii și spiritul”, criticată în aceeași ședință de colegul său Aurel Popovici.
Și-a început activitatea de medic în august 1891, în circumscripția Orlat (jud. Sibiu), unde a lucrat până în octombrie 1893, după care s-a mutat la Sibiu activând ca medic practician, în același timp fiind și profesor de igienă și medic la Institutul Pedagogic-Teologic în Sibiu până în 1926, de când a lucrat ca medic al internatului “ASTRA”. 
În anul 1892 s-a căsătorit cu Valeria Colbazi, cu care a avut un fiu jurist, decedat relativ tânăr.
Medicul Ilie Beu a primit titlul de membru fondator al “ASTREI”. În 1917 îl găsim între membrii colectivului de conducere al acestei asociații unde activa la secția medicală.
A avut o intensă activitate științifică, medicală și literară. A scris urmatoarele lucrări: Igeiena școlară; Sibiu, Tipografia arhidiecezană, 1904; Biologia și igiena omului, pentru uzul școalelor civile și superioare de fete. Traducere din limba maghiară după dr. Adolf Iarba, Sibiu, 1911; Cărticica sănătății, Sibiu, ediția I și ediția II 1912 (Biblioteca Poporală a asociațiunii). A colaborat la ziare și reviste “Telegraful Român”, la “Enciclopedia română”. 
La Alba Iulia, în sala Casinei devenită apoi sala „Unirii”, Ilie Beu a votat împreună cu toți delegații, Unirea pe veci și necondiționată cu România, amintindu-și toată viața de acele neuitate clipe.  După întoarcerea de la Alba Iulia, activitatea sa a fost și mai intensă, credincios unei devize care fusese lansată în Revista Transilvaniei și care în încheierea articolului de fond scria „Înainte, deci, la lucru, cu deviza: lumina, virtute, frăție cu România întregită!”
În 1930, la congresul  cultural al „ASTREI”, Ilie Beu a propus ca la Secția medicală a acesteia să se dezbată probleme privitoare la măsurile ce trebuie luate pentru promovarea biologică a poporului român. Între activitățile sale mai notăm că a fost membru al Congregațiunii din județul Sibiu și membru al Reprezentanței Comunale a orașului Sibiu; a luat parte la conferințele naționale de dinainte de război; din 1919 până la pensionare a fost funcționar și apoi director general al Băncii „Albina” Sibiu; senator în anii 1919-1920, 1920-1922; membru al Sinodului arhidiecezan în anii 1015-1917; în timpul războiului a făcut serviciu ca medic mobilizat pe loc. În cadrul „ASTREI” a dus o intensă activitate de popularizare medico-literară, așa încât numele său a rămas înscris pentru totdeauna în bibliografia medicală a acesteia.

## Activitatea politică

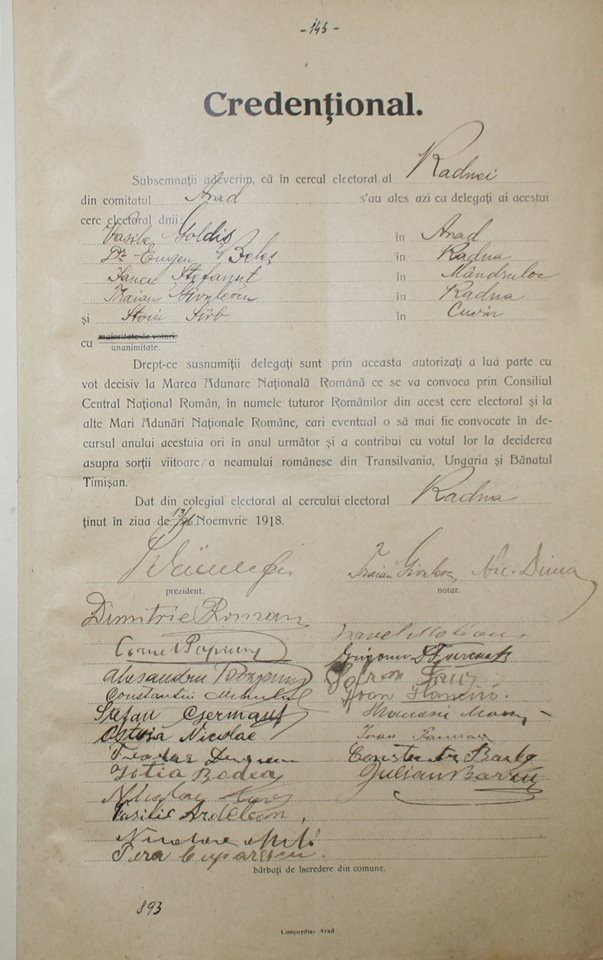
Credențional

Participă ca deputat în Adunarea Națională din 1 decembrie 1918, fiind reprezentant al circumscripției electorale Sibiu - Cetate. În 1918 ia parte la evenimentele politice ale vremii, fiind o voce destul de importantă a comunității din care făcea parte. Este chiar menționat pentru o replică pe care a spus-o în drumul spre Alba-Iulia, și anume și-a luat rolul conducătorilor de tren, strigând pe peron Urlați( în loc de Orlat) 5 minute! Publicul a primit cu bucurie gluma și într-adevăr, a urlat de bucurie mai mult decât 5 minute!
A fost senator între anii 1919/1920, 1920/1922, 1926/1927.:p. 77

## Decorații
A fost decorat cu următoarea distincție: Coroana României în gradul de comandor.